# Baron Melchett
Baronowie Melchett 1. kreacji (parostwo Zjednoczonego Królestwa)
- 1928–1930: Alfred Moritz Mond, 1. baron Melchett
- 1930–1949: Henry Ludwig Mond, 2. baron Melchett
- 1949–1973: Julian Edward Alfred Mond, 3. baron Melchett
- 1973 -: Peter Robert Henry Mond, 4. baron Melchett